# Mary Mara
Mary Mara (Syracuse (New York), 21 september 1960 – Cape Vincent (New York), 26 juni 2022) was een Amerikaanse actrice.

## Biografie
Mary Mara studeerde aan de San Francisco State University, toen ze zich voegde bij een theatergezelschap en ontdekte dat ze actrice wilde worden. Later ging zij kleinkunst studeren aan de Yale School of Drama en haalde haar master.
Mara begon in 1989 met acteren in de film Blue Steel. Hierna heeft zij nog meerdere rollen gespeeld in films en televisieseries zoals Love Potion No. 9 (1992), ER (1995-1996), Nash Bridges (1996-1997), K-PAX (2001), Star Trek: Enterprise (2004) en Dexter (2009).
Mara overleed eind juni 2022 op 61-jarige leeftijd. Een voorlopig politierapport stelt dat ze waarschijnlijk is overleden door verdrinking tijdens het zwemmen in de Sint-Laurens, een rivier in het noordoosten van Noord-Amerika.

## Filmografie[3]

### Films
Uitgezonderd korte films.
- 2020 Break Even - als Molly
- 2015 The Sphere and the Labyrinth - als Lenore
- 2015 Paradise, FL - als Koko
- 2011 Woodie's Kitchen - als Mutza (stem)
- 2008 Prom Night – als ms. Waters
- 2007 Claire – als Donna Kendall
- 2006 Gridiron Gang – als moeder van Kenny Bates
- 2006 Swedish Auto – als Pam
- 2006 Undoing – als Kasawa
- 2006 Pizza Time – als moeder
- 2004 Em & Me – als Linda
- 2002 Saint Sinner – als Munkar
- 2002 Dish: Gossip in Hollywood – als vertelster
- 2001 K-PAX – als Abby
- 2001 Lloyd – als JoAnn
- 2001 Stranger Inside – als Tanya
- 1999 Switched at Birth – als Judy
- 1998 A Civil Action – als Kathy Boyer
- 1996 What Kind of Mother Are You? – als Marcy Hackman
- 1996 Bound – als Sue
- 1996 In the Blink of an Eye – als Christie
- 1995 Indictment: The McMartin Trial – als rechercheur Jane Hoag
- 1995 Just Looking – als Alicia
- 1992 Love Potion No. 9 – als Marisa
- 1992 Mr. Saturday Night – als Susan
- 1991 Out of the Rain – als Trisha
- 1991 True Colors – als Sophia Palmeri
- 1991 The Hard Way – als rechercheur China
- 1991 Empire City – als Nancy Klaus
- 1989 The Preppie Murder – als Susan Bird
- 1989 Blue Steel – als vrouw

### Televisieseries
Uitgezonderd eenmalige gastrollen.
- 2013 Ray Donovan - als mrs. Sullivan - 4 afl.
- 2013 Shameless - als Nance - 2 afl.
- 2009 Dexter – als Valerie Hodges – 3 afl.
- 2009 Lost – als Jill – 2 afl.
- 2004 Star Trek: Enterprise – als Sphere-bouwer Presage – 3 afl.
- 2003 – 2004 The Handler – als Camille – 3 afl.
- 2001 Third Watch – als miss Jansen – 2 afl.
- 2001 Gideon's Crossing – als dr. Jane Lefkowitz – 2 afl.
- 1996 – 1997 Nash Bridges – als inspecteur Bryan Carson – 23 afl.
- 1995 – 1996 ER – als Loretta Sweet – 9 afl.
- 1994 Philly Heat – als Laura Walker - ? afl.

- Gemeinsame Normdatei: 1261196643
- Library of Congress Control Number: no2019135463
- Virtual International Authority File: 3728156919254154970003
- WorldCat: E39PBJvMDcwbb84gfky8Pv8DMP